# 第4期名人戦 (囲碁)
第4期名人戦（だい4きめいじんせん）は、1979年（昭和54年）に、第3期名人大竹英雄と、挑戦者の坂田栄男による七番勝負で行われ、大竹が4-1で勝って名人戦2連覇を果たした。

## 方式
- 挑戦者決定リーグは、前期シード6名と新参加3名で行われ、同率の場合前期順位上位者が上位となる。
- コミは5目半
- 持時間はリーグ戦は各6時間、挑戦手合は各9時間の二日制。

## 結果
挑戦者決定リーグ参加棋士は、前期挑戦手合敗者の林海峰、シードの石田芳夫、坂田栄男、加藤正夫、橋本宇太郎、趙治勲、新参加の武宮正樹、牛之浜撮夫、山城宏の9名。山城は3次予選決勝で師匠の島村俊廣天元に勝ってのリーグ入り、牛之浜は梶原武雄に勝ってリーグ入りを決めた。
リーグ戦は、7局目まで坂田と武宮が5勝2敗の同率となり、最終戦で坂田は橋本に勝ち、武宮が趙に負けたため、坂田が6勝2敗で挑戦者となった。
挑戦手合七番勝負は、前期林海峰へのリターンマッチで名人に返り咲いた大竹英雄と、四年ぶりの二日制対局となる坂田挑戦者坂田栄男の七番勝負となった。坂田は「リーグ後半の勝ちっぷりが素晴らしい」と言われ有利を予想され、また大竹は8月に趙治勲に0-3で碁聖のタイトルを奪われ、本因坊戦リーグからも陥落するなど、不調とみられていた。
第1局は序盤からじっくりした展開だったが、中盤以降で徐々に差が開いて先番大竹の6目半勝ち。第2局も終始微細な形勢だったが、最後に坂田が間違えて、白番大竹の半目勝ち。第3局は終盤で大竹の見落としがあって大石が死に、白番坂田の中押勝ち。第4局は序盤から激しいねじりあいとなり、白の大竹が読み勝って大石を屠って中押し勝ち。第5局は、白の坂田が序盤の強打から優位に進めたが、中盤のミスで逆転され、大竹が7目半勝ちし、4章1敗で名人位防衛した。

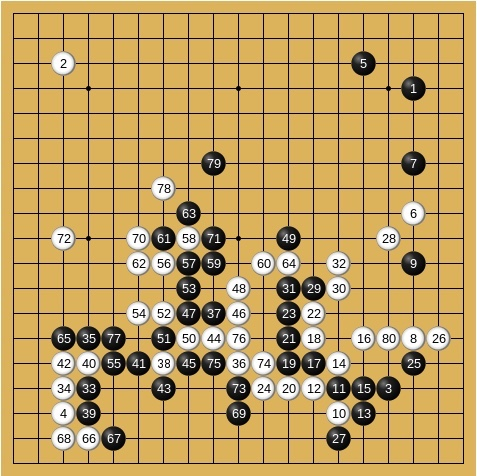
第5局 (1-80)

七番勝負（1979年）（△は先番）
第4期名人戦挑戦手合七番勝負第5局 1976年10月27-28日 大竹英雄名人(先番)-坂田栄男九段
大竹3勝1敗で迎えた第5局は、白番坂田の両三々から始まり、黒9の打ち込みから急戦となった。白18、20が強打で、白28まで言い分を通した。黒33から下辺の白の攻めに向かい、白40に黒41が手筋。白50の出切りにはl黒53からなりふり構わず逃げるが、白60、64と、ここでも利を得た。さらに白78と好調。白80は黒から80に打つコウ味に備えた手だが、49の右に打つ方がまさった。その後白は徐々に後退し、最後は7目半の大差となった。

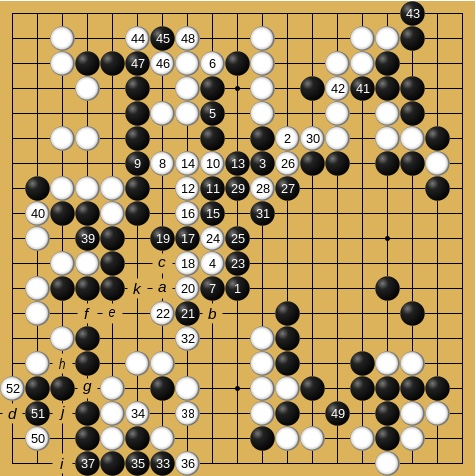
第3局 (111-162)

坂田の切れ味 第3局 1976年10月20-21日 大竹英雄名人(先番)-坂田栄男九段
黒1（111手目）と中央を囲った時に、白4の侵入が鋭い筋で、この石が取られないために細碁模様となった。黒49が敗着で、白50の置きが発生し、黒51、白52の後、黒a、白b、黒c、白21、黒dとなったが、白e（168手）で黒投了。黒fと受けても、白g、黒h、白i、黒j、白kまで黒の大石の目がなく頓死。坂田が1勝を返した。